# کورتیکواستروئید

کورتیزول

کورتیکواستروئیدها یا در اصطلاح عامیانه «کورتون» (به انگلیسی: Corticosteroids) به استروئیدهایی گفته می‌شود که در بخش قشری (کورتکس) غده فوق کلیوی (آدرنال) ساخته می‌شوند. استروئیدها ترکیبات چربی با چهار حلقه کربنی هستند. کورتیکواستروئیدها به دو گروه عمده مینرالوکورتیکوئیدها (mineralocorticoids) مانند آلدوسترون و گلوکوکورتیکوئیدها (glucocorticoids) مانند کورتیزول (۲۱ کربنه) تقسیم بندی می‌شوند. البته بخش رتیکولای غده فوق کلیوی مقدار کمی هم هورمون‌های جنسی (به ویژه آندروژن) ترشح می‌کند. مینرالوکورتیکوئیدها در ساماندهی آب و الکترولیتها در بدن (احتباس آب و سدیم و دفع پتاسیم) نقش دارند. گلوکوکورتیکوئیدها نقش‌های گوناگونی در بدن دارند از جمله کاهش التهاب، تخفیف واکنش‌های ایمنی، تاثیر بر سوخت‌وساز و افزایش قند خون. در بیماری‌های سندرم کوشینگ و  بیماری آدیسون، به ترتیب افزایش و کاهش ترشح کورتیکواستروئیدها مشاهده می‌شود.

## بیوسنتز
در تولید این هورمونها ابتدا کلسترول به پروژسترونها تبدیل میشود و سپس سایر هورمونها تولید میشوند.

استروئید with enzymes and intermediates

## داروهای کورتیکواستروئیدی
با توجه به نقش مهمی که گلوکوکورتیکوئیدها در تخفیف پاسخ‌های ایمنی دارند تعداد زیادی دارو بر اساس این اسکلت ساختمانی با فرمول‌های شیمیایی شبیه هم ساخته شده‌است که به آنها استروئید، کورتیکواستروئید یا کورتون گفته می‌شود. داروهای کورتیکواستروئید از پرکاربردترین داروها در پزشکی هستند که در بیماری‌های مختلفی مانند حساسیت، بیماریهای خود ایمنی و التهاب به کار می‌روند. از این داروها می‌توان بتامتازون، دگزامتازون، هیدروکورتیزون، تریامسینولون، پردنیزولون متیل پردنیزولون، پردنیزون، کلوبتازول، بکلومتازون، فلودروکورتیزون، فلوئوسینولون، فلوتیکازون و... را نام برد.
این داروها به صورت تزریقی، خوراکی، قطره، پماد و افشانه تهیه و مصرف می‌شوند.

## عوارض جانبی
- افزایش فشار خون و قند خون: در صورت مصرف کوتاه مدت کورتون ها، این دو عارضه بعد از قطع دارو برطرف خواهند شد. اما مصرف طولانی مدت کورتون ها برای بیش از یک سال و به ویژه در دوزهای بالا میتواند ریسک ابتلا به فشار خون بالای مزمن و دیابت نوع دو را افزایش دهد که در حال حاضر جزو عوامل اصلی مرگ و میر در جهان شناخته میشوند.
- نازک شدن پوست: این عارضه ممکن است حتی در روزها و هفته های ابتدایی مصرف کورتون ها بروز دهد. پوست نازک، زودتر و راحت تر دچار تحریک، قرمزی، التهاب، زخم، ترک خوردگی و چین و چروک میشود. ضمن اینکه در پوست نازک، رگها، استخوان ها، تاندون ها و لیگامان های زیر پوست تا حدی قابل مشاهده اند که باعث ظاهر نازیبای پوست میشود.
- پوکی استخوان: این عارضه در صورت استفاده مداوم و بیش از سه ماه از کورتون ها رخ خواهد داد. این عارضه میتواند باعث شکستگی های ناتوان کننده ای مانند شکستگی لگن شود که حتی ممکن است به مرگ زجرآور بیمار بینجامد.
- نکروز آواسکولار در مفصل ران (سیاه شدن سر استخوان ران): این عارضه در صورت مصرف بیش از حد و در دوزهای بالای کورتون ها رخ میدهد که میتواند منجر به نیاز فرد به عمل جراحی تعویض مفصل ران و ادامه زندگی با مفصل مصنوعی شود.
- آترواسکلروزیس (تصلب شرایین): مصرف مداوم کورتون ها باعث افزایش شدید سطح کلسترول خون میشود که به این وضعیت هیپرکلسترولمی گفته میشود. هیپرکلسترولمی در طولانی مدت (معمولا بعد از حداقل 1 سال استفاده مداوم کورتون ها) باعث تصلب و گرفتگی شریان های اصلی و حیاتی بدن و در نتیجه مرگ ناشی از سکته قلبی و مغزی میشود.
- کاتاراکت (آب مروارید) و گلوکوم (آب سیاه) در چشم ها: این دو عارضه در صورت مصرف مداوم کورتون ها برای مدت بیش از یک سال بروز میدهد.
- دیابت بی مزه: این عارضه به ندرت در برخی بیماران دیده شده است و در مصرف طولانی مدت و دوزهای بالای کورتون ها گزارش شده است.
- عفونت های موضعی یا سیستمیک: مصرف کورتون ها سبب تضعیف سیستم ایمنی بدن و افزایش ریسک ابتلا به انواع عفونت میشود.
- سندرم کوشینگ: این عارضه در صورت مصرف دوز بالای کورتون ها برای مدت بیش از یک سال گزارش شده است.
- ورم و خیز در دست و پاها: این عارضه نیز به دلیل تجمع آب و الکترولیت در بدن که ناشی از مصرف کورتون است روی میدهد.
- آتروفی بافتی و ضعف عضلانی: مصرف مزمن و طولانی مدت کورتون ها میتواند ریسک ابتلا به ضعف عضلانی را افزایش دهد و تزریق مکرر کورتون در یک عضله خاص، باعث تحلیل رفتن و ضعف در آن عضله میشود.
- افسردگی و اختلالات روحی روانی
- آسیب به تاندون ها (در تزریق مفصلی مداوم)
- ناراحتی و خون ریزی معده
- زخم یا خارش در محل تزریق
- تاخیر در بهبود زخم ها
- تهوع
- استفراغ
- افزایش وزن سریع
- اختلالات قاعدگی
- اختلال در عملکرد غده فوق کلیوی

** چند نکته بسیار مهم:
- تزریق کورتون در مفاصل باید با فواصل زمانی حداقل 3 ماهه انجام شود تا حتی الامکان از آسیب بیشتر کورتون به مفصل و تاندون ها جلوگیری شود.
- به دلیل عوارض جانبی یادشده تلاش می‌شود از کورتیکواستروئیدها تنها در درمان موارد حاد بیماری‌ها و برای کوتاه‌مدت استفاده کرد و از مصرف درازمدت آنها به‌ویژه به شیوه سیستمیک خودداری کرد؛ مثلاً برای بیماران آسمی امروزه به جای کورتون خوراکی از افشانه استنشاقی استفاده می‌شود تا کورتیکواستروئید موضعی فقط در درمان بیماری مؤثر باشد و به صورت عمومی در بدن عوارض جانبی ایجاد نکند.

## موارد احتیاط
- چون داروهای کورتیکواستروئیدی موجب کاهش سطح ایمنی بدن به‌ویژه در دوزهای بالا و مصرف درازمدت می‌شوند باید بیمار از نظر ابتلا به عفونت زیر نظر باشد.
- از آنجایی که کورتیکواستروئیدها باعث می‌شوند فعالیت غده‌های فوق کلیوی کاهش یابد یا متوقف شود، این داروها نباید پس از مصرف بلند مدت در دوزهای بالا به صورت ناگهانی قطع شوند. مدتی زمان لازم است تا غده‌های فوق کلیوی دوباره آغاز به ترشح کورتیزول کنند. کاهش تدریجی دوز کورتیکواستروئیدها باعث می‌شود بدن خودش آغاز به ساختن کورتیزول کند.